# الليزر في علاج السرطان
يستخدم الليزر لعلاج السرطان بعدة طرق مختلفة، إذ يمكن استخدام الضوء عالي الكثافة لتقليص أو تدمير الأورام أو النمو السرطاني. يُستخدم الليزر بشكل شائع في علاج السرطانات السطحية (السرطانات الموجودة على سطح الجسم أو بطانة الأعضاء الداخلية) مثل سرطان الخلايا القاعدية أو في المراحل المبكرة جدًا لبعض الأنواع، مثل سرطان عنق الرحم والقضيب والمهبل والفرج، وسرطان الرئة ذو الخلايا غير الصغيرة.
يتكون الضوء العادي من العديد من أطوال الموجة وينتشر في جميع الاتجاهات. من ناحية أخرى، فإن ضوء الليزر له طول موجة محدد ويمكن موازنته لإنتاج شعاع ضيق بكثافة عالية جدًا. نظرًا لأن الليزر يمكن أن يركز بدقة شديدة على مناطق صغيرة جدًا، فيمكن استخدامه لإجراء عمليات جراحية دقيقة جدًا أو لقطع الأنسجة (بدلًا من مشرط). تُستخدم ثلاثة أنواع من الليزر لعلاج السرطان: ليزر ثاني أكسيد الكربون، وليزر الأرغون والنيوديميوم: ليزر الإيتريوم-الألمنيوم-العقيق (إن دي: ياغ).

## استراتيجيات المعالجة
يمكن أيضًا استخدام الليزر للتخفيف من أعراض معينة للسرطان، مثل النزيف أو الانسداد. على سبيل المثال، يمكن استخدام الليزر لتقليص أو تدمير الورم الذي يسد القصبة الهوائية أو المريء.  يمكن أيضًا استخدام الليزر لإزالة أورام القولون أو الأورام التي تسد القولون أو المعدة. يمكن استخدام العلاج بالليزر بمفرده، ولكن غالبًا ما يُشرك مع علاجات أخرى، مثل الجراحة أو العلاج الكيميائي أو العلاج الإشعاعي. بالإضافة إلى ذلك، يمكن لليزر حصار النهايات العصبية لتقليل الألم بعد الجراحة والأوعية الليمفاوية لتقليل التورم والحد من انتشار الخلايا السرطانية.
تُستخدم ثلاثة أنواع من الليزر لعلاج السرطان: ليزر ثاني أكسيد الكربون، وليزر الأرغون والنيوديميوم: ليزر الإيتريوم-الألمنيوم-العقيق (إن دي: ياغ). غالبًا ما يُعطى العلاج بالليزر من خلال منظار داخلي مرن (أنبوب رفيع مضاء يستخدم لفحص الأنسجة داخل الجسم). يكون هذا المنظار مزودًا بألياف بصرية (ألياف رقيقة تنقل الضوء). يُجرى إدخاله من خلال فتحة في الجسم مثل الفم أو الأنف أو فتحة الشرج أو المهبل، ثم يُوجه ضوء الليزر بدقة لقطع الورم أو تدميره.
العلاج الحراري الخلالي عن طريق الليزر، أو التخثير الضوئي الخلالي بالليزر. يشبه هذا النوع من العلاجات علاجًا للسرطان عبر ارتفاع الحرارة، والذي يستخدم الحرارة لتقليص الأورام عن طريق إتلاف أو قتل الخلايا السرطانية، فبعد إدخال الألياف البصرية في الورم يرفع ضوء الليزر الموجود على طرف الألياف درجة حرارة الخلايا السرطانية ويتلفها أو يدمرها، يستخدم هذا العلاج أحيانًا لتقليص الأورام في الكبد.
العلاج الضوئي (بي دي تي) هو نوع آخر من العلاجات التي تستخدم الليزر. في هذا العلاج يُحقن دواء معين، يسمى المحسس الضوئي أو عامل التحسس الضوئي في المريض ثم يُمتص من قبل الخلايا في جميع أنحاء الجسم. بعد يومين، نجد هذا العامل غالبًا في الخلايا السرطانية.  بعد ذلك يُستخدم ضوء الليزر لتنشيط هذا العامل وتدمير الخلايا السرطانية. نظرًا لأن المحسس الضوئي يجعل الجلد والعينين حساسين للضوء، يُنصح المرضى بتجنب أشعة الشمس المباشرة والضوء الداخلي الساطع خلال فترة العلاج.
يمكن أن يقطع ليزر ثاني أكسيد الكربون والأرغون سطح الجلد دون الدخول في طبقات أعمق. وبالتالي، يمكن أن يُستخدما لإزالة السرطانات السطحية، مثل سرطان الجلد. في المقابل، يُستخدم ليزر (إن دي: ياغ) بشكل أكثر شيوعًا من خلال منظار داخلي لعلاج الأعضاء الداخلية، مثل الرحم والمريء والقولون. يمكن أن ينتقل ضوء الليزر (إن دي: ياغ) أيضًا عبر الألياف الضوئية إلى مناطق معينة من الجسم أثناء العلاج. غالبًا ما يُستخدم ليزر الأرغون لتنشيط الأدوية المستخدمة في العلاج الضوئي.
يمكن أيضًا استخدام ليزر ثاني أكسيد الكربون للتخلص من الأورام وفي جراحة استئصال الكتل.